# Maasser Sheni (Talmude)
Maasser Sheni (em hebraico, מעשר שני, o "Segundo Dízimo") é o oitavo tratado de Seder Zeraim, a ("Ordem das Sementes") da Mishná e do Talmud. Tal como os outros tratados desta Ordem da Mishná - excepto o tratado de Brachot - apenas tem uma Guemará no Talmude de Jerusalém.
Discute a obrigação do segundo dízimo assim como as leis de Revai. Nos dias do Templo de Jerusalém, a prática de separar o Maasser Sheni envolvia a separação de um décimo da colheita de um determinado produto agrícola, do primeiro, segundo, quarto e quinto anos do período agrícola de sete anos, com o propósito de levar esse dízimo para o Templo e ser aí consumido.